# NGC 1362
NGC 1362 ist eine Linsenförmige Galaxie vom Hubble-Typ S0 im Sternbild Eridanus am Südsternhimmel. Sie ist schätzungsweise 51 Millionen Lichtjahre von der Milchstraße entfernt und hat einen Durchmesser von etwa 35.000 Lichtjahren. Die Entfernungsmessungen basierend auf den Radialgeschwindigkeiten stimmen nicht mit den rotverschiebungsunabhängigen Entfernungsschätzungen von 99 ± 35 Millionen Lichtjahren überein. Gemeinsam mit NGC 1370 und NGC 1390 bildet sie die NGC 1370-Gruppe.
Im selben Himmelsareal befinden sich u. a. die Galaxien NGC 1353, NGC 1359, NGC 1370, NGC 1377.
Das Objekt wurde am 17. Dezember 1799 von Wilhelm Herschel entdeckt.